# Manpower (film)
Manpower is een Amerikaanse film noir uit 1941 onder regie van Raoul Walsh.

## Verhaal
Fay Duval trouwt met elektricien Hank McHenry, zodat ze niet meer in de nachtclub hoeft te werken. Ze houdt echter niet van hem. Zijn vriend Johnny Marshall probeert Hank tevergeefs te waarschuwen voor haar. Later raakt Johnny gewond op het werk en als Fay hem verzorgt, wordt ze verliefd op hem. Ze wil Hank nu verlaten voor zijn vriend.

## Rolverdeling
| Acteur             | Personage       |
| ------------------ | --------------- |
| Edward G. Robinson | Hank McHenry    |
| Marlene Dietrich   | Fay Duval       |
| George Raft        | Johnny Marshall |
| Alan Hale          | Jumbo Wells     |
| Frank McHugh       | Omaha           |
| Eve Arden          | Dolly           |
| Barton MacLane     | Smiley Quinn    |
| Ward Bond          | Eddie Adams     |
| Walter Catlett     | Sidney Whipple  |
| Joyce Compton      | Scarlett        |
| Lucia Carroll      | Flo             |
| Egon Brecher       | Antoine Duval   |
| Cliff Clark        | Cully           |
| Joseph Crehan      | Sweeney         |
| Ben Welden         | Al Hurst        |